# Тризубцеві
Тризубцеві або ситникоподібні (Juncaginaceae) — родина трав'янистих рослин ряду частухоцвіті (Alismatales). В Україні зростають види тризубець морський (Triglochin maritimum) і тризубець болотний (Triglochin palustre).

## Опис
Багаторічники (рідкісно однорічні) без запушення, з кореневищами, прямовисні, випускають квітучі стебла. Листя розеткою або поблизу основи стебла, лінійне, вузьке, цілісне, сидяче, з паралельні прожилками. Квіти більш-менш радіально симетричні. Плід -  капсула. Запилення відбувається за допомогою вітру.

## Поширення
Родина-космополіт (поширення від Арктики до тропічних зон і від рівня моря до великих висот), значною мірою прибережна. Рослини часто заселяють заболочені (деколи засолені) місця.

## Роди
- Cycnogeton Endl.
- Lilaea Bonpl.
- Tetroncium Willd.
- Triglochin L.

## Галерея

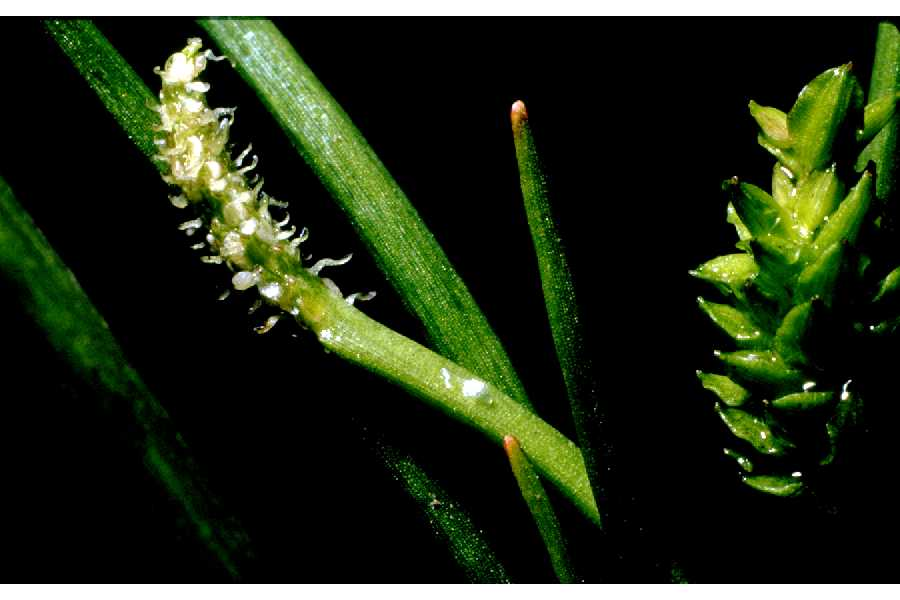
Lilaea scilloides
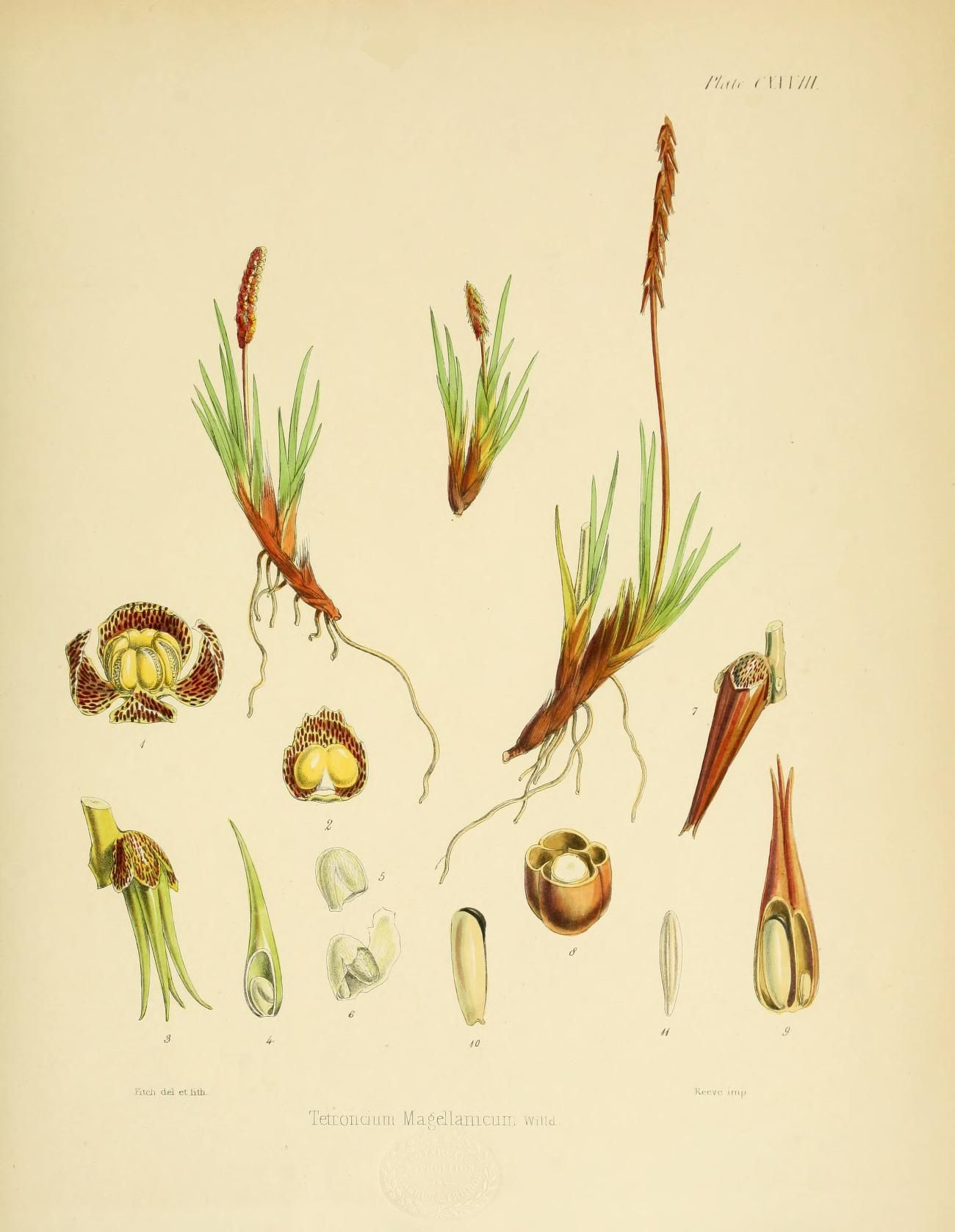
Tetroncium magellanicum
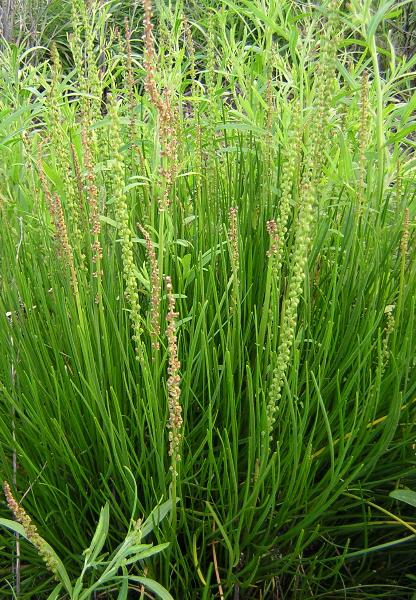
Triglochin maritima